# ریانا دین
ریانا دین (انگلیسی: Rianna Dean؛ زادهٔ ۲۱ اکتبر ۱۹۹۸) بازیکن فوتبال اهل انگلستان است.
از باشگاه‌هایی که در آن بازی کرده‌است می‌توان به باشگاه فوتبال آرسنال اشاره کرد.
وی همچنین در تیم‌های ملی فوتبال England women's national under-17 football team, England women's national under-19 football team، و England women's national under-21 football team بازی کرده‌است.